# Братське коло
Братське коло (рос. Братский круг) — міжнародна кримінальна організація, що займається наркотрафіком у Середній Азії, Росії, Близькому Сході, Африці, Латинській Америці та США. Вперше офіційна назва організації прозвучала у 2011 році у «Стратегії по боротьбі транснаціональною організованою злочинністю», яку затвердила адміністрація президента США Барака Обами. У документі вказано, що це "«багатонаціональна злочинна група, що складається з керівників і старших членів декількох злочинних організацій з країн колишнього СРСР, які мають спільну ідеологію, що ґрунтується на традиції „злодіїв в законі“, і прагнуть поширити цю традицію по всьому світу». На думку багатьох дослідників, «Братське коло» це не цілісна організація, а мережа злочинних угрупувань, яка ситуативно координує свою діяльність.
30 жовтня 2013 року Міністерство фінансів США оголосило про введення санкцій відносно шести осіб і чотирьох компаній, які пов'язані з Братським колом. Серед інших у списку значився російський співак Григорій Лепс.

## Ключові особи
- Гафур Рахімов («Гафур Чорний») — ватажок, Узбекистан.
- Владислав Леонтьєв («Білий»)
- Захар Калашов («Шакро Молодий»)
- Володимир Вагін («Вагон»)
- Камчибек Кольбаєв («Коля-киргиз»)
- Василь Христофоров («Воскрес»)
- Олександр Мануйлов («Саша Самарський»)
- Лазар Шайбазян
- Олексій Зайцев («Шорох»)
- Лаша Шушанашвілі («Лаша Руставський»)
- Кахабер Шушанашвілі
- Коба Шемазашвілі («Коба Руставський»)
- Темурі Мірзоєв («Тимур Свердловський»)
- Григорій Лепсверідзе (Григорій Лепс)[4]
- Алманбет Анапіяєв